# Saint-Laurent-en-Caux
Saint-Laurent-en-Caux ist eine französische Gemeinde mit 728 Einwohnern (Stand: 1. Januar 2022) im Département Seine-Maritime in der Region Normandie. Die Gemeinde gehört zum Arrondissement Rouen und zum Kanton Yvetot. Die Bewohner werden Saint-Laurentais und Saint-Laurentaises genannt.

## Geografie
Saint-Laurent-en-Caux liegt im Zentrum des Départements, etwa 37 Kilometer nordnordwestlich von Rouen im Pays de Caux. Umgeben wird Saint-Laurent-en-Caux von den Nachbargemeinden Gonnetot im Norden, Saâne-Saint-Just im Osten, Le Torp-Mesnil im Süden und Südosten, Boudeville im Süden und Südwesten, Prétot-Vicquemare im Westen und Südwesten, Reuville im Westen sowie Bretteville-Saint-Laurent im Nordwesten.

## Bevölkerungsentwicklung

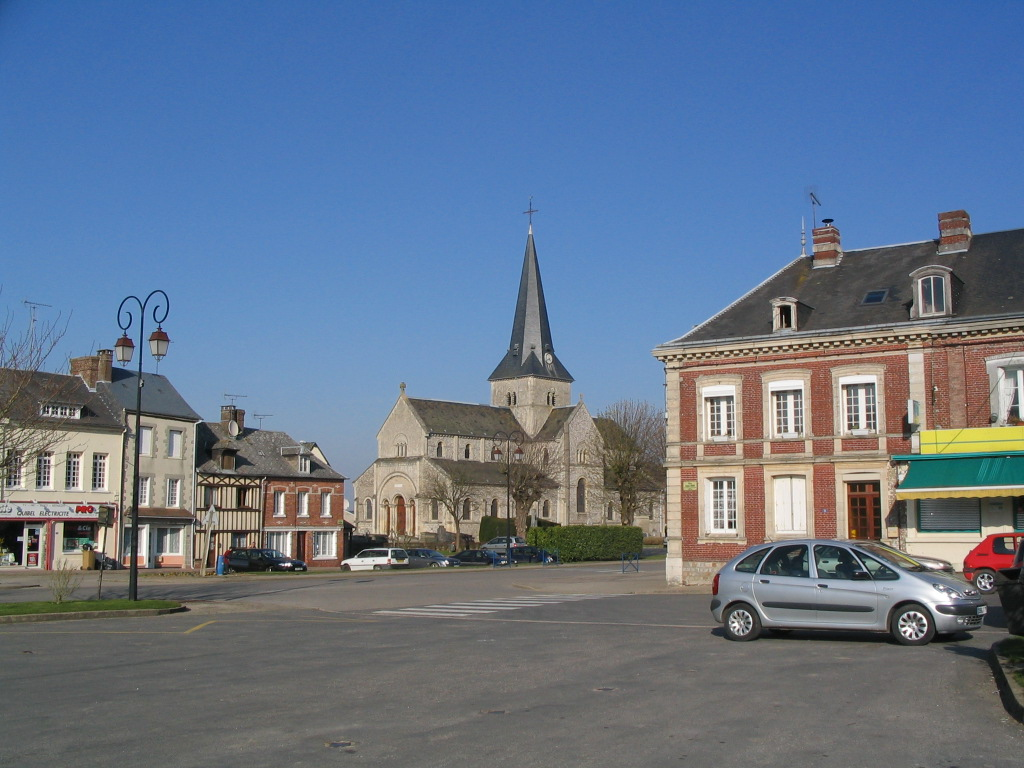
Blick auf die Kirche und den Platz mit dem Rathaus

| Jahr                      | 1962 | 1968 | 1975 | 1982 | 1990 | 1999 | 2006 | 2013 | 2020 |
| Einwohner                 | 617  | 588  | 601  | 640  | 725  | 732  | 794  | 770  | 763  |
| Quelle: Cassini und INSEE |      |      |      |      |      |      |      |      |      |

## Sehenswürdigkeiten
- Die Pfarrkirche Saint-Laurent hat Ursprünge aus dem 11. oder 12. Jahrhundert. Das heutige Gebäude ist ein Neubau aus dem 19. Jahrhundert
- Reste einer Burg
- Zwei Herrenhäuser
- Das frühere Friedhofskreuz aus Sandstein wurde 1603 aufgestellt. Ein Neubau erfolgte in der zweiten Hälfte des 19. Jahrhunderts